# Salussola
Salussola – miejscowość i gmina we Włoszech, w regionie Piemont, w prowincji Biella.
Według danych na styczeń 2009 gminę zamieszkiwało 2088 osób przy gęstości zaludnienia 53 os./1 km².